# Philipp David
Philipp David (* 1973 in Husum an der Nordsee) ist ein deutscher evangelisch-lutherischer Theologe. Seit 2018 ist er Universitätsprofessor für Systematische Theologie mit dem Schwerpunkt Ethik an der Justus-Liebig-Universität Gießen und am Fachbereich Evangelische Theologie der Johann Wolfgang Goethe-Universität Frankfurt am Main.

## Leben
Nach dem Abitur im Juni 1992 an der Theodor-Storm-Schule in Husum absolvierte David seinen Zivildienst bei der Husumer Diakonie-Sozialstation. Von 1993 bis 1994 war er Foreign Language Assistant am Department of Germanic Languages am Calvin College (jetzt: Calvin University) in Grand Rapids (Michigan, USA) und studierte dort American Literature, Politics, Religion, and Culture.
Im Wintersemester 1994/95 nahm er das Studium der Evangelischen Theologie an der Ruprecht-Karls-Universität Heidelberg auf und setzte es fort an der Humboldt-Universität zu Berlin und der Christian-Albrechts-Universität zu Kiel, wo er das Studium mit dem Ersten Theologischen Examen der Nordelbischen Evangelisch-Lutherische Kirche (zugleich Diplom der Christian-Albrechts-Universität zu Kiel) im Sommer 2000 abschloss. Ebendort wurde er 2005 mit einer Dissertation über die cusanische Idee eines perspektivischen Pluralismus als Grundlage für einen Frieden zwischen den Religionen und Völkern promoviert und erhielt für seine 2006 veröffentlichte Studie Lichtblick des Friedens. Grundlinien einer sapientialen Theologie der Religionen im Anschluss an Nikolaus von Kues den Promotionspreis der Christiana Albertina.
Die Habilitationsschrift Der Tod Gottes als Lebensgefühl der Moderne. Geschichte, Deutung und Kritik eines Krisenphänomens, eine systematische Ideengeschichte des variantenreichen Motivs des Todes Gottes in Mythologie, Religionsgeschichte, Literatur, Philosophie und Theologie, entstand auf einer wissenschaftlichen Assistentenstelle an der Kieler Theologischen Fakultät, zwischenzeitlich auch auf einer des Fachbereichs für Evangelische Theologie an der Universität Hamburg. Im Juli 2015 wurde ihm aufgrund dieser Studie und des Öffentlichen Habilitationsvortrages „Aufbruch ins Ungewisse. Migration und Integration als Themen theologischer Ethik“ die Venia Legendi für das Fach Systematische Theologie erteilt und die Ernennung zum Privatdozenten an Christian-Albrechts-Universität zu Kiel ausgesprochen.
Im Herbstsemester 2015 hatte er einen Lehrauftrag zur Vertretung der Assistenz-Professur für Systematische Theologie und Religionsphilosophie an der Theologischen Fakultät der Universität Zürich (Institut für Hermeneutik und Religionsphilosophie) inne. Von 2016 bis 2017 war er Professurvertreter der Professur für Systematische Theologie, Kirchengeschichte und Religionssoziologie an der Universität Bielefeld, Fakultät für Geschichtswissenschaft, Philosophie und Theologie.
Seit 2018 lehrt David als Professor für Systematische Theologie/Ethik an der Justus-Liebig-Universität Gießen (Fachbereich Geschichts- und Kulturwissenschaften, Institut für Evangelische Theologie); er ist Zweitmitglied am Fachbereich Evangelische Theologie der Johann Wolfgang Goethe-Universität Frankfurt am Main.
An der JLU ist er seit 2019 Co-Sprecher des Akzentbereichs „Theologie(n), Diversität, Gesellschaft“ und Initiator von dessen „Evening Lecture on Religion & Culture“, Mitglied im Forschungsnetzwerk „Migration und Menschenrechte“ und in der Forschungsgruppe „Religion in the Study of Culture“ am Graduate Centre for the Study of Culture (GCSC).
Seit 2022 arbeitet er mit in der interdisziplinären medizinethischen Projektgruppe Interprofessionelle Erörterung von Grenzfällen und schwierigen Entscheidungen in der Medizin. Medizin–Recht–Theologie an der JLU in Kooperation mit dem Klinischen Ethikbeauftragten des UKGM und dem Zentrum für Ethik in der Medizin am Agaplesion Markus-Krankenhaus in Frankfurt am Main.
Im November 2022 wurde er in die interdisziplinäre Arbeitsgemeinschaft zur Erforschung des Deutschen Evangelischen Kirchentages vom Präsidium des DEKT berufen und veranstalte im September 2024 gemeinsam mit dem Greifswalder Kirchenhistoriker Prof. Dr. Thomas K. Kuhn die Jubiläumstagung anlässlich von 75 Jahren Deutscher Evangelischer Kirchentag „Auf der Suche nach Frieden: Debatten auf den Kirchentagen in Ost und West seit 1945“ am Krupp-Kolleg in Greifswald.
Seit 2023 ist David Geschäftsführender Herausgeber des Internationalen Open-Access-Journals Streit-Kultur.
Im Sommer 2023 wurde David in den Akademischen Senat der JLU gewählt und zum Senator ernannt.
Auf der Plenarversammlung der KIET in Regensburg im Oktober 2023 wurde David zum Ersten Vorsitzender der Konferenz der Institute für Evangelische Theologie gewählt.
Im Kant-Jahr veranstalte David an der Justus-Liebig-Universität Gießen im Juli 2024 das Symposium „Kant und der Geist der Aufklärung im Protestantismus“.
Seine Forschungsschwerpunkte liegen in der Gegenwartsbedeutung des spannungsreichen Erbes der lutherischen und liberalen Tradition des Protestantismus in der Kultur der Moderne des religiös-weltanschaulichen Pluralismus: Gottesfrage, Aufklärungstheologie, neuere Theologiegeschichte, (Existenz-)Philosophie und Theologie, Kulturhermeneutik, Protestantism as a Minority Religion, Schöpfungslehre, Anthropologie und Grundlagen der theologischen Ethik und aktuelle materialethische Problemfelder (Medizin, Wirtschaft, Politik, Frieden, Umwelt, Nachhaltigkeit).

## Mitgliedschaften
- Wissenschaftliche Gesellschaft für Theologie e. V.
- Internationale Schleiermacher-Gesellschaft e. V.
- Deutsche Gesellschaft für Religionsphilosophie e. V.
- Deutsche Dostojewskij-Gesellschaft e. V.
- Theodor-Storm-Gesellschaft e. V.
- European Academy of Religion
- Protestantism as a minority religion. An interdisciplinary network

## Werke (Auswahl)
Monographien
- Lichtblick des Friedens. Grundlinien einer sapientialen Theologie der Religionen im Anschluss an Nikolaus von Kues, Berlin 2006 (Kieler Theologische Reihe; Band 3) (zugl. Kiel, Univ., Diss. theol., 2005).
- (zusammen mit Anne Käfer, Malte Dominik Krüger, André Munzinger und Christian Polke) Neues von Gott? Versuche gegenwärtiger Gottesrede (wbg Academic), Darmstadt 2021.
- Der Tod Gottes als Lebensgefühl der Moderne. Geschichte, Deutung und Kritik eines Krisenphänomens, Tübingen 2023 (Dogmatik in der Moderne; Band 50). (zugl. Kiel, Univ., Habil. theol., 2015).

Aufsätze (Auswahl)
- Perspektivismus – neue Wege einer Theologie der Religionen im Anschluss an Nikolaus von Kues, in: Das Europäische Erbe im Denken des Nikolaus von Kues. Geistesgeschichte als Geistesgegenwart. Hg. v. Harald Schwaetzer u. Kirstin Zeyer. Münster 2008, 65–88.
- Gott, Geld und Globalisierung. Protestantische Ethik und moderner kapitalistischer Geist, in: Wolfgang Kersting (Hg.), Moral und Kapital. Grundfragen der Wirtschafts- und Unternehmensethik, Paderborn 2008, 219–245.
- Was ist Toleranz?, in: Fundamentalismus und Toleranz, hg. v. Tim Unger, Hannover 2009 (Bekenntnis. Fuldaer Hefte, Bd. 39), 9–27.
- Die Trinität vernünftig einsehen. Ramon Lulls Beitrag zur Integration religiöser Pluralität, in: Hans-Peter Großhans, Malte Dominik Krüger (Hg.), Integration religiöser Pluralität. Philosophische und Theologische Beiträge zum Religionsverständnis in der Moderne, Leipzig 2010, 217–235.
- Der friesischen Heimat verbunden und dem geistigen Leben zugewandt. Einblicke in das Leben und Wirken von Rudolf Eucken, in: Nordfriesisches Jahrbuch N.F. 45 / 2010, 57–78.
- „In-Spuren-Gehen“. Thomas Manns mythischer Roman Joseph und seine Brüder, in: Maike Schult, Philipp David (Hg.), Wortwelten. Theologische Erkundung der Literatur, Berlin 2011 (Kieler Theologische Reihe; Band 11), 117–142.
- Abschied von der „,Lieber-Gott‘-Stimmung“ – Rudolf Ottos Theologie des Heiligen, in: Michael Pietsch, Dirk Schmid (Hg.), Geist und Buchstabe. Interpretations- und Transformationsprozesse innerhalb des Christentums. Festschrift für Günter Meckenstock zum 65. Geburtstag, Berlin / Boston 2013 (Theologische Bibliothek Töpelmann; Band 164), 427–453.
- Herausforderung des Historischen. Exegese und liberale Theologie bei Richard A. Lipsius (1830–1892), in: Felix John, Swantje Rinker (Hg.), Exegese in ihrer Zeit. Ausleger neutestamentlicher Texte. Porträts, zusammengestellt anlässlich des 350-jährigen Bestehens der Christian-Albrechts-Universität zu Kiel, Leipzig 2015 (Arbeiten zur Bibel und ihrer Geschichte; Band 52), 9–28.
- Abschiedlich gestimmt. Ethik der Endlichkeit bei Karl Barth, Karl Heinz Bohrer und Wilhelm Weischedel, in: Hermeneutische Blätter 1/2016: Für immer, 15–31.
- „Ich habe nichts als mein Leben ...“ Kierkegaards Existenzdenken als Einübung in religiöse Ent-täuschung, in: Eberhard Harbsmeier, Christian Senkel (Hg.), Innerlichkeit – Existenz – Subjekt. Kierkegaard im Kontext. Dokumentation zweier Internationaler Arbeitsgespräche an der Theologischen Fakultät der Humboldt-Universität zu Berlin und den Franckeschen Stiftungen zu Halle an der Saale, Leipzig 2017, 135–153.
- Aufbruch ins Ungewisse. Migration und Integration als Themen theologischer Ethik, in: Evangelische Theologie. Zweimonatsschrift, 77. Jahrgang (2017) Heft 1, 32–43.
- Die apokalyptische Macht des Todes Gottes bei Thomas J. J. Altizer, in: Rebekka A. Klein, Friederike Rass (Hg.), Gottes schwache Macht. Alternativen zur Rede von Gottes Allmacht und Ohnmacht, Leipzig 2017, 133–146.
- „...dass Gott einst sterben würde“ (Martin Luther) – Reformatorische Testamentsverwaltung nach dem Tode Gottes, in: Michael Moxter (Hg.), Transformationen und Konstellationen reformatorischer Theologie, Leipzig 2018 (Veröffentlichungen der Wissenschaftlichen Gesellschaft für Theologie; Band 51), 157–177.
- „Erledigt“? Dämonenvorstellungen in der evangelischen Dogmatik, in: Dualismus, Dämonologie und diabolische Figuren. Religionshistorische Beobachtungen und theologische Reflexionen. Herausgegeben von Jörg Frey und Enno Edzard Popkes, unter Mitarbeit von Stefanie Christine Hertel-Holst, Tübingen 2018 (Wissenschaftliche Untersuchungen zum Neuen Testament 2. Reihe; Band 484), 383–425.
- Tod des lebendigen Gottes? Zur christologischen Heimholung des Todes Gottes in Eberhard Jüngels Theologie, in: Dirk Evers, Malte Dominik Krüger (Hg.), Die Theologie Eberhard Jüngels. Kontexte – Themen – Perspektiven, Tübingen 2020, 183–189.
- Gefährdungen der Freiheit im Blick behalten. Zum Sinn des Schöpfungsglaubens, in: Freiheit Denken. Protestantische Transformationen in der Gegenwart. Hg. v. Malte Dominik Krüger, Constantin Plaul, Christian Polke, Arnulf von Scheliha, (Beiträge zur rationalen Theologie; Band 25), New York / Frankfurt/M. 2021, 135–162.
- „Gott ist todt!“ – Fiktion, Realität, Häresie? In: Malte Dominik Krüger (Hg.), Religion, Fiktion, Wirklichkeit. Philosophische und theologische Beiträge zum Gottesverständnis in der Moderne (Hermeneutik und Ästhetik; Band 7), Leipzig 2021, 179–212.
- Pluralität und Ambiguität. Zum Projekt einer aufgeklärten Religionstheologie, in: Martin Tamcke, Maroš Nicák (Hg.), Theologie – Dienst und Notwendigkeit. 100 Jahre evangelisch-theologische Ausbildung in der Slowakei (Kirchengeschichte; Band 3). Münster 2021, 113–128.
- Kirche als corpus permixtum. Ikonische Darstellungen einer negationsdialektischen Denkfigur, in: Philipp David, Thomas Erne, Malte Dominik Krüger, Thomas Wabel (Hg.), Körper und Kirche. Symbolische Verkörperung und protestantische Ekklesiologie (Hermeneutik und Ästhetik; Band 1), Leipzig 2021, 403–464.
- Theo-logische Modernisierungsprogramme als Krisenbewältigung? Neuformulierung-en des Gottesgedankens in den langen 1960er Jahren, in: Naime Çakir-Mattner, Philipp David und Ansgar Kreutzer (Hg.), Theologie und Modernisierung. Interdisziplinäre Perspektiven aus Judentum, Christentum und Islam (Theologie in pluraler Gesellschaft; Band 1), Darmstadt 2022, 145–178.
- Vertrauen als Grundbedingung menschlichen Daseins, in: Severin J. Lederhilger (Hg.), Gesellschaft ohne Vertrauen. Risse im Fundament des Zusammenlebens, Schriften der Katholischen Privat-Universität Linz, Band 12 (SKUL 12), Regensburg 2023, 15–39.
- Von (dis-)abilities zu capabilities? Lutherisches Arbeitsethos im Licht der Inklusionsdebatte, in: Religionen inklusiv. Zur Dekonstruktion (nicht-)behinderter Körper. Hrsg. v. Lars Bruhn und Jürgen Homann, Stuttgart 2023, 134–160.
- The Death of God as a Turn to Radical Theology: Then and Now, in: Heretical Religiosity. Edited by David Ohana. Special Issue (Religions). An Open Access Journal (MDPI Basel). 2024 vol. 15. https://www.mdpi.com/2077-1444/15/8/918
- „Als Dorothee Sölle Gott für tot erklärte“. Zum Entwurf eines christlichen Atheismus, in: Konstantin Sacher, Julius Trugenberger, Folkart Wittekind (Hg.), Dorothee Sölles Theologie. Anregungen – Anfänge – Beziehungen (Kölner Forschungen zur Theologie Dorothee Sölles; Band 1), Leipzig 2025, 51–74.
- Technik und „rechnendes Denken“ bei Heidegger und deren Rezeption als „Kritik der präzisierten Welt“ durch Wolfgang Janke, in: Lukas Bormann (Hg.), Heideggers Erbe. Studien zu den Wirkungen seines Denkens, Tübingen 2025, 141–175.

Herausgeberschaften
- Theologie in der Öffentlichkeit. Beiträge der Kieler Theologischen Hochschultage aus den Jahren 1997 bis 2006, Hamburg 2007 (Kieler Theologische Reihe, Band 5).
- (mit Frank Ahlmann) Leben im Zeichen der Gottesferne. Theologische Streifzüge auf der Grenze von Wissenschaft und Weisheit, Hamburg 2007 (Kieler Theologische Reihe, Band 6).
- (mit Hartmut Rosenau) Auferstehung. Ringvorlesung der Theologischen Fakultät Kiel, Berlin 2009 (Kieler Theologische Reihe, Band 10).
- (mit Maike Schult) Wortwelten. Theologische Erkundung der Literatur, Berlin 2011 (Kieler Theologische Reihe, Band 11).
- (mit Hartmut Rosenau und Aaron Schart) Wagnis und Vertrauen. Denkimpulse zu Ehren von Horst-Martin Barnikol (Theologie: Forschung und Wissenschaft, Band 37), Berlin 2014.
- (mit Thomas Erne, Malte Dominik Krüger und Thomas Wabel) Körper und Kirche. Symbolische Verkörperung und protestantische Ekklesiologie (Hermeneutik und Ästhetik; Band 1), Leipzig 2021.
- (mit Naime Çakir-Mattner und Ansgar Kreutzer) Theologie(n) und Modernisierung. Interdisziplinäre Perspektiven aus Judentum, Christentum und Islam (Theologie in pluraler Gesellschaft, Band 1), Wissenschaftliche Buchgesellschaft (wbg Academic): Darmstadt 2022.
- (mit Thomas Erne, Malte Dominik Krüger und Thomas Wabel) Bauen, Wohnen, Glauben. Lebendige Architektur und religiöse Räume (Hermeneutik und Ästhetik; Band 8), Leipzig 2023.